# Державний комітет у справах сім'ї, жінок та дітей Азербайджану
Державний комітет у справах сім'ї, жінок та дітей Азербайджанської Республіки (азерб. Azərbaycan Respublikasının Ailə, Qadın və Uşaq Problemləri üzrə Dövlət Komitəsi) — це урядова установа при Кабінеті Міністрів Азербайджану, яка регулює діяльність із захисту прав жінок та дітей та нагляду за діяльністю неурядових організацій, які стосуються сім'ї в Азербайджанській Республіці. Комітет очолює Хіджран Гусейнова.

## Історія
14 січня 1998 року Указом Президента було створено Державний комітет у справах жінок. 6 лютого 2006 року обов'язки комітету було розширено для вирішення проблем сімей та дітей, таким чином було створено Державний комітет у справах сім'ї, жінок та дітей. З моменту заснування комітет сприяв незалежності жінок у громадянському суспільстві щодо заробітку на життя в родинах без провідного годувальника.

## Структура
У тісній співпраці з НДО «Альянс за права дітей» комітет боровся з насильством у сім'ї, проводив кампанію серед дітей, що потребують особливого піклування, щодо запобігання насильству, спробам самогубств, торгівлі людьми, дитячій злочинності, експлуатації дитячої праці, ранніх шлюбів, шкідливих звичок, а також отримання релігійних знань.

## Діяльність комітету
За фінансової підтримки Агентства США з міжнародного розвитку (USAID) було створено Центри підтримки сімей та дітей у Мінгечаурі, Геранбої та Шювалані. У центрі юнаки та дівчата дізнаються про здоровий спосібжиття, розвивають комунікаційні та життєві навички. На сьогодні центри обслуговують тисячі дітей, молоді та батьків.
Указом Президента № 1386 від 29 березня 2006 року було затверджено Державну програму щодо розселення дітей з дитячих будинків та альтернативну опіку в Азербайджані.
Реформа ювенальної юстиції підтримується офісом ЮНІСЕФ у Баку. Адаптація дітей-біженців у суспільстві та покращення їхнього добробуту є третім пріоритетним напрямком у галузі захисту дітей.

### Події
У рамках 15-ї річниці створення Співдружності Незалежних Держав було видано каталог, присвячений видатним жінкам Азербайджану.
Перший міжнародний фестиваль «Світ жінки: краса та здоров'я» був організований Державним комітетом у справах сім'ї, жінок та дітей, Міністерством молоді та спорту та Міністерством охорони здоров'я 6-7 жовтня 2006 року у бакинському палаці спорту.
13 жовтня в залі «Азербайджан» готелю «Європейський» відбулася республіканська конференція «Розвиток жіночого підприємництва в Азербайджані: стратегія та перспективи».
19 та 20 червня 2006 року в Іспанії відбулася ІІІ Міжнародна конференція з проблеми створення сприятливого середовища для дітей у Європі та Центральній Азії. Представники Комітету взяли участь у цій конференції.
Державний комітет у справах сім'ї, жінок та дітей Азербайджану взяв участь у роботі 28 сесії Конференції європейських міністрів, відповідальних за сім'ю «Зміни у батьківстві: діти сьогодні — батьки завтра» (Лісабон, 16-17 травня 2006) та 6-й Конференції міністрів Ради Європи з питань рівності жінок та чоловіків, що відбулася в Стокгольмі, Швеція, 8-9 червня 2006 року (тема конференції — «Права людини та економічні заклики в Європі — гендерна рівність»).

## Міжнародні зв'язки
- 20 жовтня 2014 року в Баку було підписано Меморандум про співпрацю між Державним комітетом у справах сім'ї, жінок та дітей Азербайджану та Національною комісією з питань жінок Хашимітського Королівства Йорданія.
- 30 січня 2007 року між Державний комітет у справах сім'ї, жінок та дітей Азербайджану та міністр праці та соціального захисту Франції підписали Адміністративну угоду.
- 26 січня 2010 року між Державним комітетом у справах сім'ї, жінок та дітей Азербайджану та Комітетами з питань жіночих справ Кувейту було підписано Угоду про співробітництво у справах жінок, дітей та сім'ї.
- Державний комітет у справах сім'ї, жінок та дітей 3 червня 2010 року підписав Угоду про взаємне співробітництво з міністерством праці та соціального захисту Білорусі.
- 15 червня 2010 року між Комітетом та Міністерством соціального розвитку, сім'ї та солідарності Королівства Марокко було підписано Меморандум про співпрацю в галузі сім'ї, розвитку жінок та захисту дітей.
- 25 жовтня 2011 року уряд Турецької Республіки підписав Протокол про співпрацю в галузі політики у справах сім'ї, жінок та дітей.
- 29 серпня 2012 року Державний комітет у справах сім'ї, жінок та дітей з Міністерством добробуту Латвійської Республіки підписали Меморандум про взаєморозуміння.

### Проєкти Twinning
Проект Twinning був розроблений Європейською Комісією і розпочався в контексті розширення Європейського Союзу (ЄС) 1998 року. Це був засіб адміністративного співробітництва для надання допомоги країнам-кандидатам як майбутнім членам Європейського Союзу.
Для реалізації проекту було обрано Францію разом з ДКССЖД. З боку Франції у проєкті бере участь Генеральне управління соціальної згуртованості (Direction Générale de la Cohésion sociale), що входить до Солідарності та Соціальної єдності[прояснити].
Цей проєкт був розроблений для досягнення результатів, визначених EAPC, Представництвом ЄС та Францією. Головною метою проєкту було пропагування та захист прав вразливих сімей, жінок та дітей. Проєкт мав на меті чотири компоненти, такі як законодавство, інституційний розвиток ДКССЖД, навчання та професійний розвиток, підвищення обізнаності.
Проєктом керували Хіджран Гусейнова, голова ДКССЖД та Марі Керле, начальник управління з європейських та міжнародних зв'язків Головного управління соціальних питань. До проєкту залучено понад 40 експертів з Франції та Європи.